# メビウスの恋人
「メビウスの恋人」（メビウスのこいびと）は、うしろ髪ひかれ隊通算3枚目のシングル。1987年11月11日発売。発売元はポニーキャニオン。

## 解説
おニャン子クラブ解散後にリリースしたシングルで、前番組『ハイスクール!奇面組』に引き続き、フジテレビ系アニメ番組『ついでにとんちんかん』の主題歌に使用された。
1987年12月5日に、マキシシングルが発売された。

## 収録曲
- 全作詞: 秋元康、作曲・編曲: 後藤次利

### EPレコード
1. メビウスの恋人
  - CX系テレビアニメ『ついでにとんちんかん』エンディングテーマ
2. ごめんねカウボーイ
  - CX系テレビアニメ『ついでにとんちんかん』オープニングテーマ

### マキシシングル
1. メビウスの恋人
2. ごめんねカウボーイ
3. 時の河を越えて

## 収録作品
- BAB
- うしろゆびさされ組+うしろ髪ひかれ隊 SINGLESコンプリート
- MYこれ!クション うしろ髪ひかれ隊BEST
- ミレニアム・ベスト (工藤静香のアルバム) (#1)